# Matsuyama Daichi
Daichi Matsuyama (sinh ngày 11 tháng 1 năm 1974) là một cầu thủ bóng đá người Nhật Bản.

## Sự nghiệp câu lạc bộ
Daichi Matsuyama đã từng chơi cho Bellmare Hiratsuka và Consadole Sapporo.